# Episodi di Cronaca nera
Questa è la lista degli episodi della serie televisiva Cronaca nera.
| nº | Titolo episodio       | Prima TV Italia  |
| -- | --------------------- | ---------------- |
| 1  | La clinica dei vip    | 7 ottobre 1998   |
| 2  | Il portiere distratto | 14 ottobre 1998  |
| 3  | Delitti al Torraccio  | 21 ottobre 1998  |
| 4  | La prima moglie       | 28 ottobre 1998  |
| 5  | La rapina             | 4 novembre 1998  |
| 6  | La foto strappata     | 11 novembre 1998 |

## La clinica dei vip
- Diretto da:
- Scritto da:

### Trama
Walter Cherubini, nel cuore della notte, riceve una misteriosa telefonata in redazione. Si tratta della vedova Mazzanti, ricoverata in una famosa clinica privata di Parma, la quale afferma di essere tenuta prigioniera. Il giorno successivo, la cantante lirica Marinelli, ospite anch’essa della struttura, viene ritrovata morta. Il cronista, infiltratosi nella clinica e aiutato nelle indagini da un'infermiera (Anna Stante), riuscirà a dipanare il mistero.

## Il portiere distratto
- Diretto da:
- Scritto da:

### Trama
La giovane moglie di Tavernari, portiere della squadra locale di pallanuoto, è stata uccisa nella sua abitazione. Le autorità, così come lo stesso Walter, sembrano vedere nel marito della donna il probabile colpevole. La verità però non è come appare e nuovi indiziati, tra cui il fotografo del giornale Amos (Massimo Reale), sembrano affacciarsi all'orizzonte. In chiusura di episodio riappare Susan, ex moglie di Walter, suscitando così la gelosia di Federica.

## Delitti al Torraccio
- Diretto da:
- Scritto da:

### Trama
Walter e suo padre, durante un giro fuori città, danno un passaggio a Ivano, ragazzo appassionato di birdwatching. Qualche ora più tardi il ragazzo viene ritrovato morto e a poca distanza compaiono anche i corpi di una giovane coppia. Nei giorni successivi, sempre nella zona boschiva del “Torraccio”, si verifica un nuovo delitto. Il giornalista capisce, ben presto, di essere alle prese con un pericoloso serial killer e che suo padre, dalle precarie condizioni di salute, lo ha visto in faccia, correndo così un serio pericolo. A fine puntata esce tragicamente di scena il personaggio di Masetti.

## La prima moglie
- Diretto da:
- Scritto da:

### Trama
Una donna di nome Dolores finisce in ospedale per un tentativo di suicidio, ma la dinamica degli eventi non convince Walter. Qualche giorno dopo la stessa signora viene ritrovata morta. I sospetti si concentrano sul marito Alessandro Cattaro (Sebastiano Somma), presunto bigamo e invischiato in loschi affari. Intanto il ritorno di Susan nella vita di Walter provoca una crisi nel suo rapporto con Federica.

## La rapina
- Diretto da:
- Scritto da:

### Trama
Il direttore di un Istituto di credito cittadino viene ucciso nel corso di una rapina e su di lui pesa il sospetto di aver collaborato con i malviventi, svelando loro la combinazione della cassaforte. Walter, sicuro dell'innocenza dell'uomo, decide di indagare, arrivando ad inaspettate scoperte. Cresce intanto la tensione tra Walter e il vice ispettore Lo Bianco a causa della forte intesa di quest’ultimo con Federica.

## La foto strappata
- Diretto da:
- Scritto da:

### Trama
Un tragico evento sconvolge i protagonisti: il vice ispettore Lo Bianco è stato ucciso a colpi di pistola. Walter, tra i primi sospettati a causa di una violenta lite avuta di recente con la vittima, decide di indagare alla ricerca del colpevole. Federica, mettendo a rischio la propria vita, aiuterà il cronista a scoprire l'assassino, svelando così una storia dalle tinte forti.